# 柯丝蒂·阿利
柯丝蒂·路易丝·阿利（英語：Kirstie Louise Alley，1951年1月12日—2022年12月5日），美国女演员，曾获得黄金时段艾美奖迷你影集／电视电影最佳女主角。她以曾演出《歡樂酒店》（；香港明珠台叫《飲勝》）而知名。
2022年12月5日，艾莉的子女在推特表示，母親是因最近剛診斷出的癌症不幸過世。她的子女在聲明中說：「她是演藝圈代表性人物，更是一位了不起的母親及祖母。」。